# Anthony van den Hurk
Anthony Edsel Johannes van den Hurk (Veghel, 9 gennaio 1993) è un calciatore olandese, attaccante dell'Helmond Sport.

## Carriera

### Club
Nel 2006 è entrato a far parte delle giovanili del PSV, rimanendovi fino al 2012.
Si è unito alla prima squadra del Den Bosch nell'estate del 2012, squadra con cui ha disputato le sue prime tre presenze nella seconda serie olandese.
Sei mesi più tardi, nel gennaio del 2013, si è trasferito all'Eindhoven, altro club militante nel campionato cadetto olandese. Al termine della Eerste Divisie 2014-2015 ha prolungato il suo contratto con i biancoblu di altri due anni.
Nel corso dell'estate del 2016, van den Hurk è stato acquistato dal De Graafschap nell'ottica di sostituire Vincent Vermeij che a sua volta era stato appena ceduto. Alla sua seconda stagione nel club, la squadra ha conquistato la promozione in Eredivisie, e van den Hurk ha contribuito con 7 reti in 20 partite. Nel massimo campionato olandese, tuttavia, l'attaccante originario di Curaçao non è sceso in campo dato che è stato ceduto dopo tre giornate in cui è rimasto in panchina.
La sua carriera è continuata all'MVV, squadra anche in questo caso partecipante alla seconda serie olandese, che si è accordata con il giocatore per un contratto biennale. Nella stagione 2018-2019 ha realizzato 15 reti in 36 partite, mentre l'anno seguente (in cui è stato nominato anche capitano dal tecnico Fuat Usta) ha messo a referto 17 gol in 28 incontri.
Il 5 marzo 2020 è diventato ufficialmente un giocatore dell'Helsingborg, formazione svedese impegnata nel campionato di Allsvenskan a cui van den Hurk si è legato fino alla fine del 2022. Nonostante i suoi 11 gol in 27 presenze, la squadra è retrocessa in Superettan. Rimasto in rosa, ha poi contribuito alla conquista della promozione con 17 reti in 25 partite di campionato e con una rete decisiva negli spareggi promozione contro l'Halmstad, in una gara di ritorno vinta per 1-3 che ha ribaltato la sconfitta casalinga per 0-1 dell'andata. Nel corso della stagione 2022, invece, ha avuto contrasti con lo staff tecnico  ed ha espresso l'intenzione di lasciare i rossoblu, che in quel momento lottavano per evitare la retrocessione diretta.
La sua parentesi all'Helsingborg è terminata nell'agosto 2022 con la cessione ai turchi del Çaykur Rizespor, con cui il giocatore ha firmato un biennale.

### Nazionale
Nel 2021 ha esordito nella nazionale di Curaçao.

## Statistiche

### Cronologia presenze e reti in nazionale
| Cronologia completa delle presenze e delle reti in nazionale ― Curaçao | Cronologia completa delle presenze e delle reti in nazionale ― Curaçao | Cronologia completa delle presenze e delle reti in nazionale ― Curaçao | Cronologia completa delle presenze e delle reti in nazionale ― Curaçao | Cronologia completa delle presenze e delle reti in nazionale ― Curaçao | Cronologia completa delle presenze e delle reti in nazionale ― Curaçao | Cronologia completa delle presenze e delle reti in nazionale ― Curaçao | Cronologia completa delle presenze e delle reti in nazionale ― Curaçao |
| Data                                                                   | Città                                                                  | In casa                                                                | Risultato                                                              | Ospiti                                                                 | Competizione                                                           | Reti                                                                   | Note                                                                   |
| ---------------------------------------------------------------------- | ---------------------------------------------------------------------- | ---------------------------------------------------------------------- | ---------------------------------------------------------------------- | ---------------------------------------------------------------------- | ---------------------------------------------------------------------- | ---------------------------------------------------------------------- | ---------------------------------------------------------------------- |
| 25-3-2021                                                              | Willemstad                                                             | Curaçao                                                                | 5 – 0                                                                  | Saint Vincent e Grenadine                                              | Qual. Mondiali 2022                                                    | 1                                                                      | 61’                                                                    |
| 28-3-2021                                                              | Città del Guatemala                                                    | Cuba                                                                   | 1 – 2                                                                  | Curaçao                                                                | Qual. Mondiali 2022                                                    | -                                                                      | 62’                                                                    |
| 5-6-2021                                                               | Città del Guatemala                                                    | Isole Vergini Britanniche                                              | 0 – 8                                                                  | Curaçao                                                                | Qual. Mondiali 2022                                                    | -                                                                      | 71’                                                                    |
| 9-6-2021                                                               | Willemstad                                                             | Curaçao                                                                | 0 – 0                                                                  | Guatemala                                                              | Qual. Mondiali 2022                                                    | -                                                                      | 72’                                                                    |
| 16-6-2021                                                              | Willemstad                                                             | Curaçao                                                                | 0 – 0                                                                  | Panama                                                                 | Qual. Mondiali 2022                                                    | -                                                                      | 63’                                                                    |
| Totale                                                                 |                                                                        | Presenze                                                               | 5                                                                      |                                                                        | Reti                                                                   | 1                                                                      |                                                                        |